# 스트로빌루린
스트로빌루린(Strobilurin)은 살균성 작물보호제의 한 종류이다. Qo 억제제 계열의 일종으로, Complex III 레벨에서 호흡 연쇄를 억제한다.
스트로빌루린의 종류로는 애조시스트로블린, 크레속심-메틸, 피콕시스트로블린, 플루옥새스트로블린, 오리재스트로블린, 디목시스트로블린, 파이라클로스트로블린 and 트리플록시스트로블린이 있다.
스트로빌루린은 진균 기반 살균제에서 핵심 개발의 전형을 보여준다. 스트로빌루린은 Strobilurus tenacellus라는 진균류에서 추출된 것이다. 해당 균류의 성장을 막고 신진대사를 방해하면서 미토콘드리아의 전자전이를 억제하여, 영양분 경쟁은 줄이면서 다른 균류에 대해 압도적인 효과를 보인다.
스트로빌루린은 더 이상 운송되지 않고 큐티클 속으로 흡수된 동안의 긴 시간을 반으로 줄인 접촉살균제이다.

## 구조

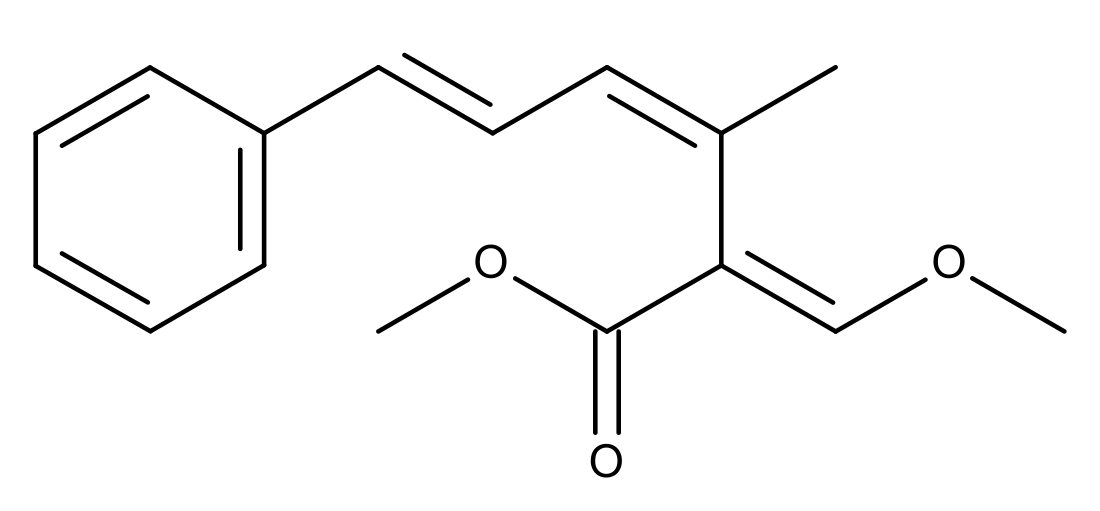
Strobilurin A
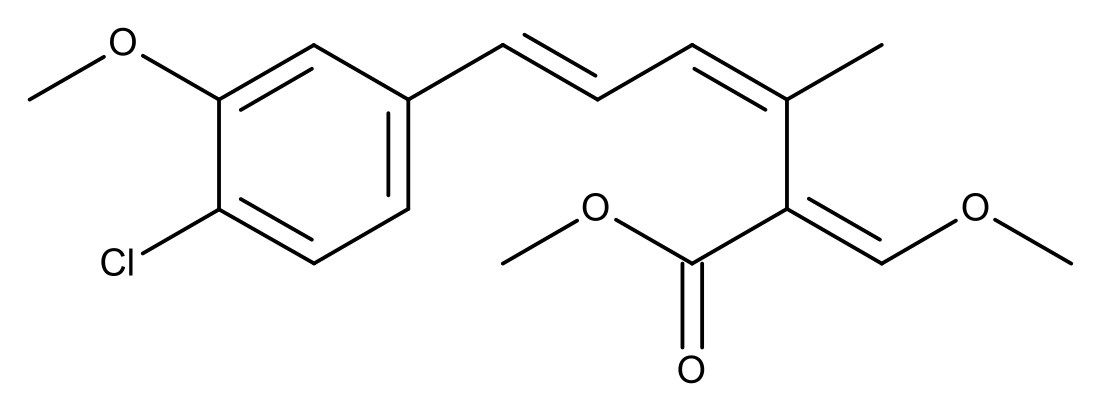
Strobilurin B
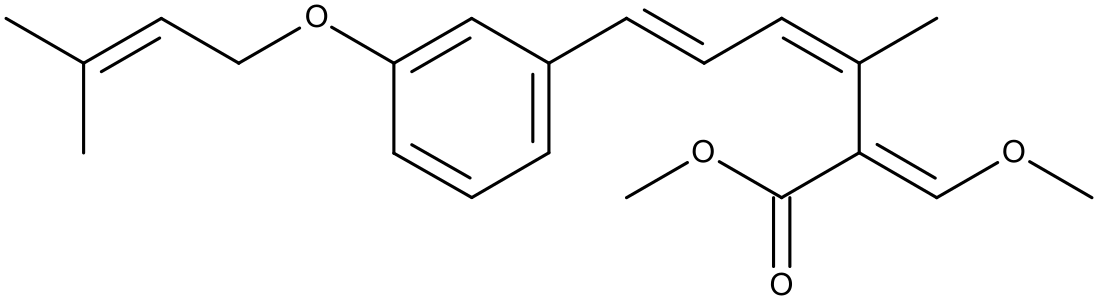
Strobilurin C
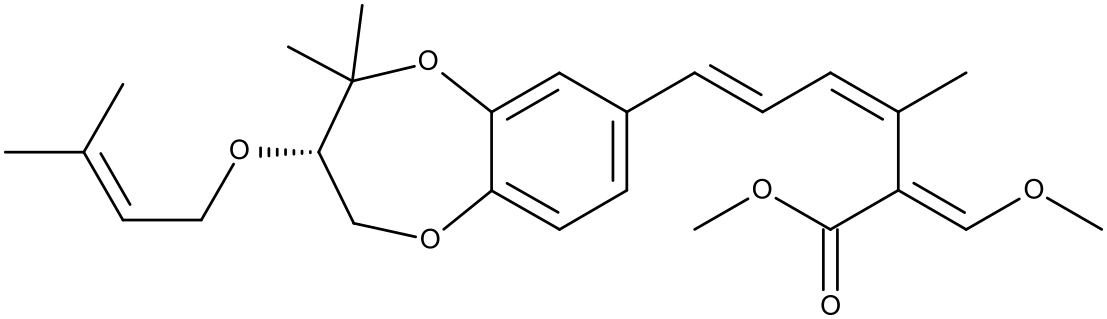
Strobilurin D
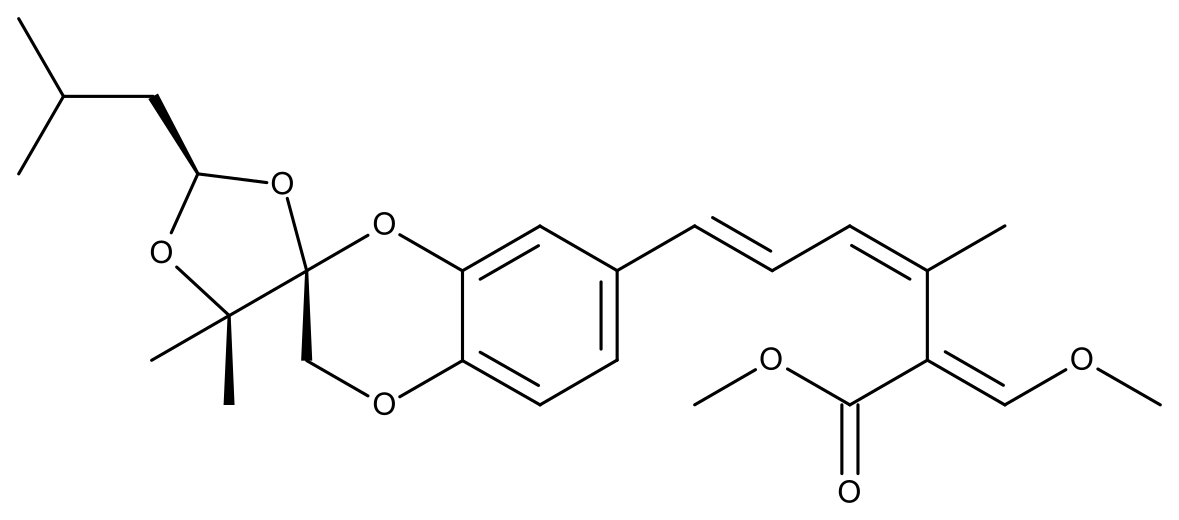
Strobilurin E
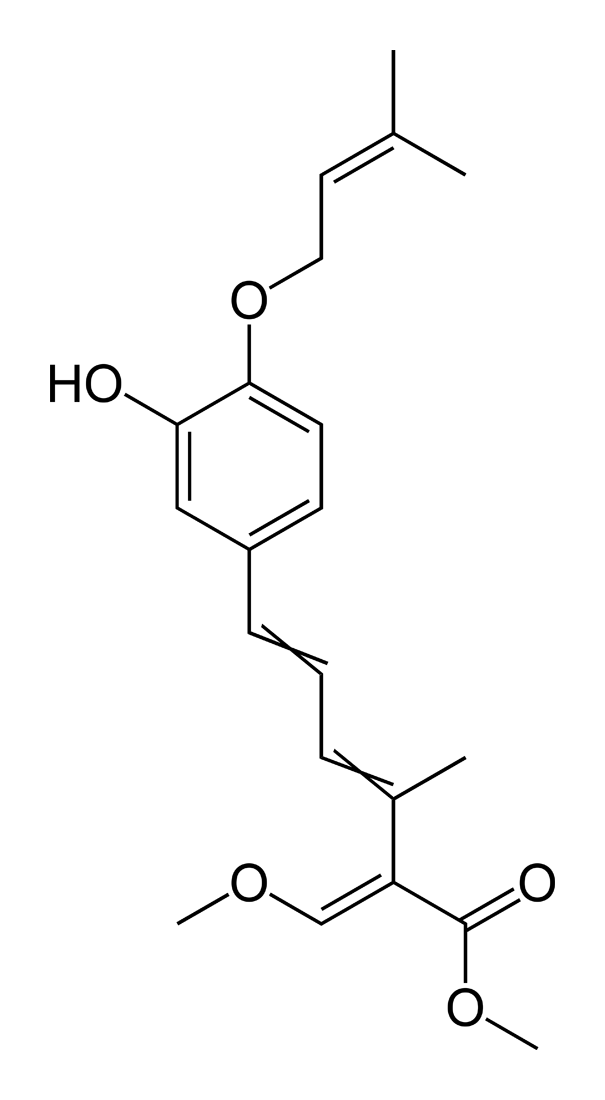
Strobilurin F
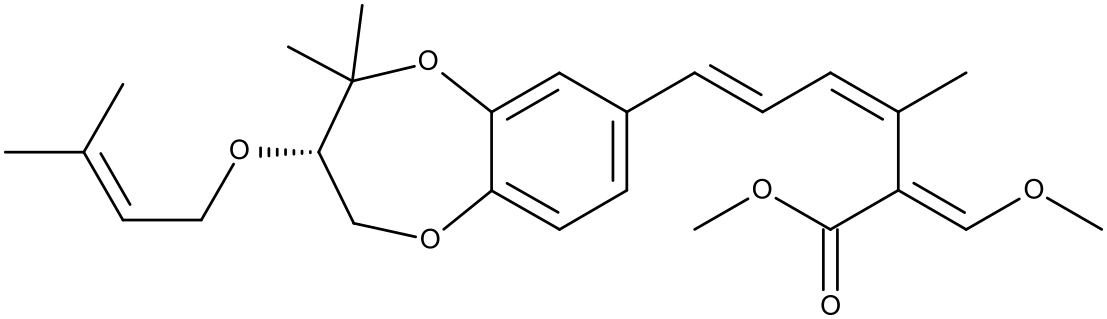
Strobilurin G
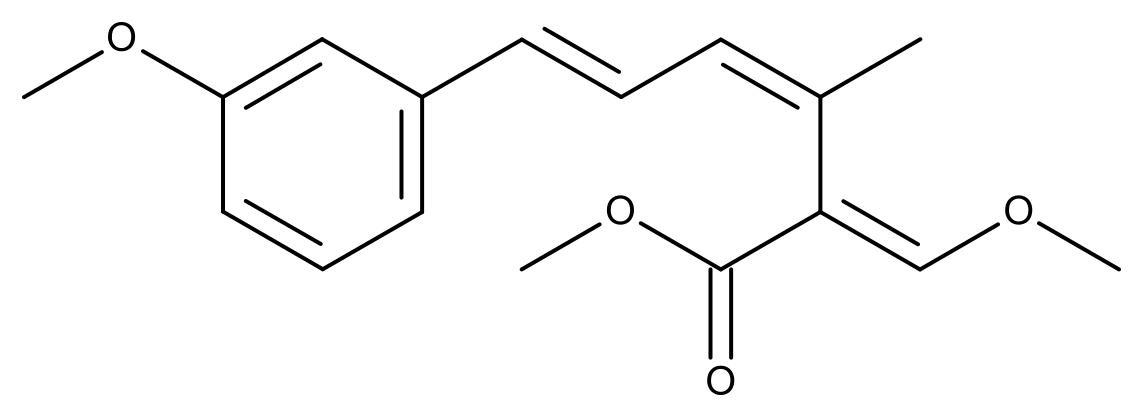
Strobilurin H
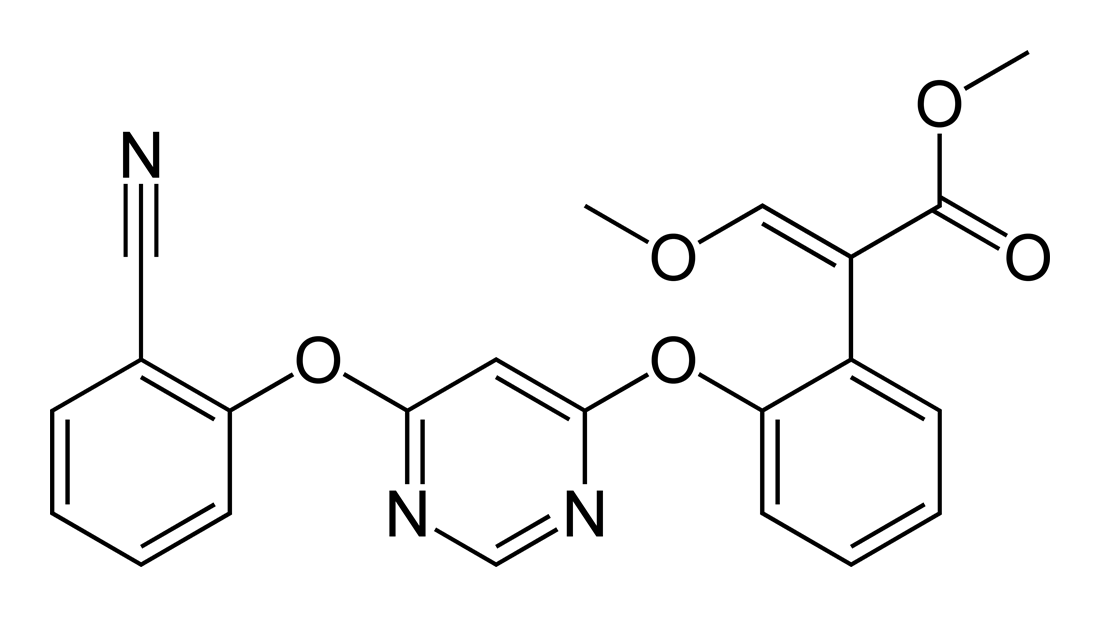
Azoxystrobin
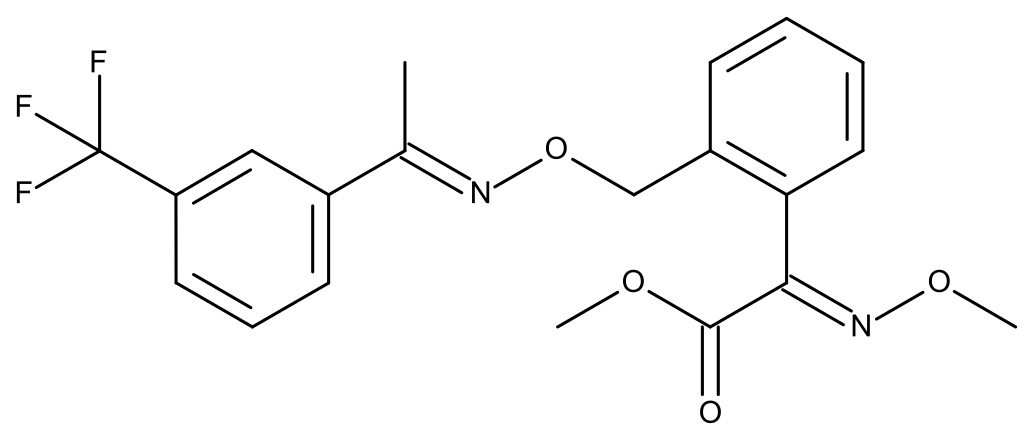
Trifloxystrobin
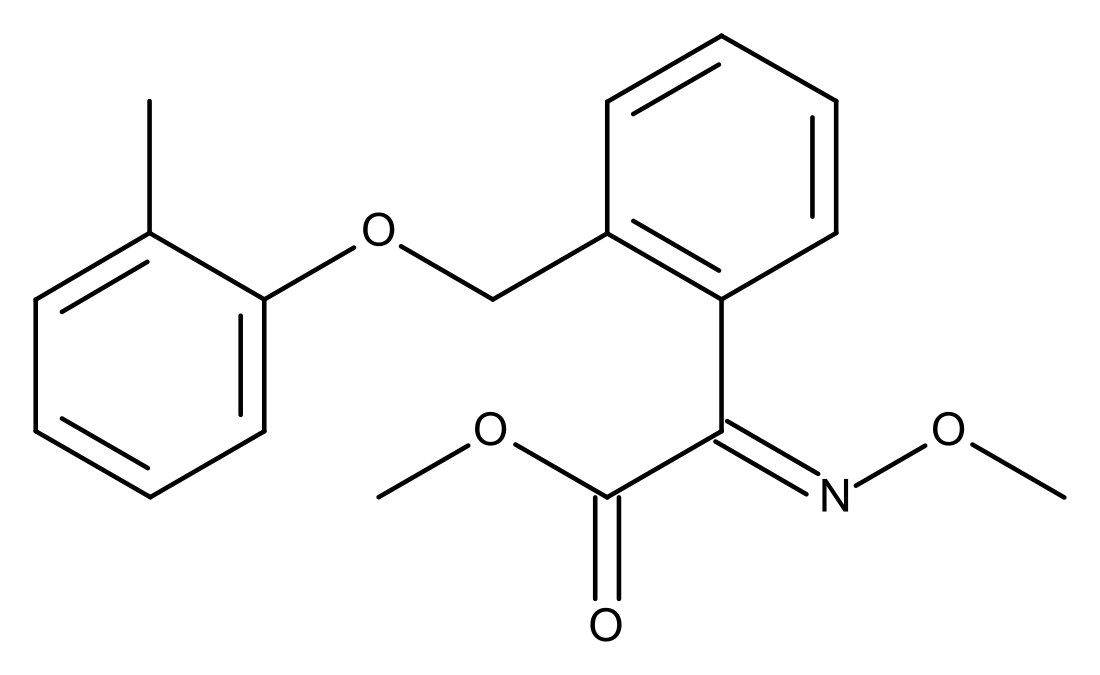
Kresoxim methyl

## 같이 보기
- 식물병리학